# コーポももちはま
『コーポももちはま』は、2015年10月2日から2017年3月30日までRKB毎日放送（RKBラジオ）で放送されていた夜のワイド番組である。

## 番組概要
- 団塊ジュニア世代をメインターゲット層とする番組である。その名の通り架空の集合住宅を舞台としており、ナイターシーズンはコーポ内の集会所から週1回[1]、ナイターオフでは各部屋から週4回放送しているという設定になっている。
- 番組名の「ももちはま」はRKB毎日放送社屋の住所「福岡市早良区百道浜(通称シーサイドももち)」のことであり、番組の舞台となるコーポもこの地にあるとされている。同局の番組名ではHKT48のももち浜女学院やももち浜ラジオプレーヤーズにもこの地名が含まれている。

## 放送時間
- 月曜日 18:00～20:45（JST。2016年3月28日～9月19日）
- 火曜日～金曜日 19:30～22:00（JST。2015年10月2日～2016年3月24日[2]、2016年10月4日～2017年3月30日）

## パーソナリティ
この番組ではコーポの各部屋に住む住人と呼ばれる。
- 宮脇憲一（101号室。放送開始～）
- 町田隼人（201号室。放送開始～2016年3月、2016年10月～）
- 江藤晴美（103号室。2016年10月～）
- 植村友紀（202号室。放送開始～）

### 過去のパーソナリティ
- 三好ジェームス (102号室。放送開始～2016年3月）

### 各住人の出演曜日
- 放送開始～2016年3月:原則として宮脇が火曜、三好が水曜、町田が木曜、植村が金曜に出演。
- 2016年4月～2016年9月:宮脇と植村が月曜に出演(前述の通り週1回の放送)。
- 2016年10月～2017年3月:原則として宮脇が火曜、町田が水曜、江藤が木曜、植村が金曜に出演。

## コーナー
特に時期について記載のないものは放送開始より続いているもの。

### 放送終了時のコーナー
- 回覧板…原則として1つ前の回を担当した住人から向けられた質問に答えるコーナー。
  - 2016年ナイターシーズンは週1回の放送になったため、RKBラジオのパーソナリティーなどから回覧板が回ってくる形に変更された[3]。また、声の回覧板と称してゲストメッセージが届くこともある[4]。
- キッチンから愛をこめて…住人がおすすめの工夫料理やこの前食べた絶品料理などを紹介するコーナー。曜日ごとに異なるテーマが設定されている。
  - 宮脇憲一の男料理!…宮脇が味噌やマヨネーズなどを使った男らしいレシピを紹介するという内容[3]。
  - 町田隼人の料理人のおもてなし…町田がおもてなし心の感じられる飲食店を紹介するという内容。放送開始～2016年3月、2016年10月～。
  - 江藤晴美の母のヒトテマ隠し味…江藤が母から教わった料理の一工夫を紹介するという内容。2016年10月～。
  - 植村友紀の料理・ふしぎ発見!…植村がその時話題となっている料理を作り、1人で食べてみた感想をトークするという内容。
- 知佳の今夜もおじゃまします!…奇数週に放送されるコーナー。上田知佳と明光院昌子が植村のもとを訪れ、季節にあわせた商品などを紹介する。ウエスト提供。
- みんなの掲示板…人に言うまでもない内容だが呟いておきたい話をリスナーから募集し、住人が紹介するコーナー。2016年10月～。
  - このコーナーに限り、電子メールやFAXのみならず24時間稼働の留守番電話サービスでもメッセージを受けつけている。また、専用電話番号の覚え方として箱にローロー兄さんという語呂合わせがあり、番組の告知CM、番組公式ページなどで用いられている[5]。
- リビングで独り言…住人がそれぞれのテーマでリスナーに語り掛けるコーナー。曜日ごとのテーマは下記の通り。
  - 宮脇憲一の☆メッセージ!敗者復活!…宮脇が前週の放送で紹介されなかったメッセージを取り上げ、なぜ読まれなかったのかを分析するという内容。2016年10月～。
  - 町田隼人の今夜も幸あれ!…町田が日々の生活で感じたことをトークするという内容。放送開始～2016年3月、2016年10月～。
  - 江藤晴美の40代女性のリアル…江藤が同世代の女性たちが今何を考えているかについてトークするという内容。2016年10月～。
  - 植村友紀のあの時代に触れてみよう!…団塊ジュニア世代の間で話題となったテレビドラマや漫画等を植村が鑑賞して感想をトークするという内容[3]。
- 大家さんの娘（息子）が来たよ!…大家の娘あるいは息子が部屋に遊びに来て、住人とトークをするコーナー。放送開始～2016年3月、2016年10月～。
- 隣人にも聞かせたい1曲…楽曲やミュージシャンの知名度等に関係なく、住人が好きな曲を紹介するコーナー。
- ハイティーンブギ～未成年の主張!～…不定期。佐藤巧と加藤淳也が街に繰り出し、18歳前後の若者たちの生の声を届けるコーナー。2016年10月～。
  - このコーナーはNHK・民放連共同ラジオキャンペーン『#フクラジ』の一環として行われている。
- どちら様ですか?…不定期。ゲスト、入居希望者などが住人の部屋に来てトークをするコーナー。
  - 番組ホームページにはコーナー名が記載されているものの、住人によるタイトルコールは行われていない(インターホンのSEのみ）。
- 快適生活ラジオショッピング

### 放送終了時のコーナーで過去に設定されていたテーマ
いずれも放送開始から2016年3月まで
- 「キッチンから愛をこめて」コーナー
  - 三好ジェームスのお酒に合うさぁ～…酒好きの三好が旨い肴のレシピを紹介するという内容。
- 「リビングで独り言」コーナー
  - 宮脇憲一の今日のわんこ!…宮脇が毎週1つの犬種を取り上げその魅力について語るという内容。
  - 三好ジェームスの子育て日記…三好が父親としての悩みをリスナーに相談するという内容。

### 過去に放送したコーナー
- ゴミの日ですよ!…リスナーが捨てたいと思っているモノ・思い出・失態・腹の立つ話を募集し、住人が紹介する（番組内ではシュレッダーにかけて捨てると表現される）コーナー。放送開始～2016年9月。
  - このコーナーも「みんなの掲示板」同様、留守番電話サービスによるメッセージを受け付けていた。
- ぐり～っと筑前町…小山正代が町田の部屋を訪れ、彼の出身地である筑前町の情報を紹介するコーナー[6]。2016年1月～3月。

## 特別番組
- 2016年1月1日の放送では「コーポももちはま元日特別バージョン〜なるべくすべらない話〜」と題して、住人4人による寿司のロシアンルーレット（ハズレにはわさびが多めに含まれている）を行い、外れを引いた住人がなるべくすべらない話をするという企画が行われた[7]。
- 2016年2月21日には北九州マラソンに合わせて特別番組「コーポももちはまin北九州マラソン」が放送された[8]。宮脇と植村が西日本総合展示場に出向き、マラソン参加者へのインタビューなどを行った[9]。また、完走した松雪愛美（スナッピーキャスタードライバー）の飛び入り出演などもあった[10]。
- 2016年2月28日には当番組とハイタッチ!とのコラボレーションイベント「日清麺職人 presents コーポdeハイタッチ!」がイオンモール福津にて開催され、その一部はRKBラジオで生放送された。当番組からは植村、ハイタッチ!からは山口たかしとおほしんたろうが出演したほか、Rev. from DVL(秋山美穂、鷲尾美紀)とニッチェがゲストとして登場した[11]。
- 2016年12月23日には「#フクラジ」とのコラボ企画「コーポももちはま ～メリー・フクラジクリスマス in 天神～」と題し、植村と佐藤が岩田屋新館横のきらめき通り特設スタジオに出向いての公開生放送を実施。また、加藤によるクリスマスマーケット天神（福岡市役所前広場）からの中継も行った[12]。